# پیام‌رسان کیک
پیام‌رسان کیک (به انگلیسی: Kik Messenger) یک برنامهٔ کاربردی پیام‌رسانی (چت) برای تلفن‌های همراه است. این برنامه در بیشتر سیستم عامل‌های آی‌اواس، اندروید و ویندوز فون طراحی شده و کاملاً رایگان است. این پیام‌رسان پس‌از پیام‌رسان بلک‌بری ساخته شد. کیک با استفاده از ارتباط اینترنتی مانند وای‌فای پیام‌ها را جابه‌جا می‌کند.
کیک همچنین به کاربران امکان اشتراک گذاشتن عکس‌ها، طرح‌ها، صفحات وب تلفن همراه، و مطالب دیگر را می‌دهد. کیک پیش از استفاده نیاز به ثبت نام دارد.
از این پیام‌رسان می‌توان به عنوان گپ زدن، به اشتراک گذاشتن تصاویر، برنامه‌ریزی برنامه‌های مفرح با گروه دوستان در یک‌کلام اتصال به افراد دیگر استفاده کرد.